# Nikolái Semeiko
Nikolái Illariónovich Semeiko (en ruso: Николай Илларионович Семейко, en ucraniano: Микола Іларіонович Семейко, romanizado: Mykola Ilarionovych Semeyko; Slóviansk, 25 de marzo de 1923 – 20 de abril de 1945)  fue un aviador militar y navegante soviético que combatió en la Segunda Guerra Mundial en la Fuerza Aérea Soviética (75.º Regimiento de Aviación de Asalto de la Guardia). En el curso de dicho conflicto recibió dos veces el título de Héroe de la Unión Soviética

## Biografía

### Infancia y juventud
Semeiko nació el 25 de marzo de 1923 en el seno de una familia ucraniana de clase trabajadora, en Slóviansk, una localidad situada en la gobernación de Donetsk en la RSS de Ucrania (actualmente en el óblast de Donetsk en Ucrania). Completó nueve grados en la escuela escuela y luego se graduó en un club de vuelo antes de ingresar al Ejército Rojo en agosto de 1940. Allí se entrenó en aviación, y en febrero de 1943 se graduó en la Escuela de Pilotos de Aviación Militar de Voroshilovgrad, que en ese momento tenía su base en Kazajistán, lejos del frente de la guerra.
Se afilió al Partido Comunista en 1943.

### Segunda Guerra Mundial
Al llegar al frente de guerra en marzo de 1943 como piloto en el 505.º Regimiento de Aviación de Asalto en el Frente Sur, comenzó a realizar incursiones de combate en el avión de ataque a tierra Ilyushin Il-2. Más tarde, ese mismo mes, la unidad fue honrada con la designación de guardias y pasó a llamarse 75.º Regimiento de Aviación de Ataque de la Guardia. Durante una misión en noviembre resultó gravemente herido durante un vuelo tras ser atacado por dos cazas alemanes Bf 109, pero a pesar de tener sangre en los ojos cumplió con éxito su misión antes de regresar a su base. 
A pesar de haber llegado al regimiento como un simple piloto alistado, rápidamente ascendió de rango y alcanzó el grado militar de capitán en enero de 1945, además de ascender en la cadena de mando a comandante de vuelo, comandante adjunto de escuadrón, comandante de escuadrón y, finalmente, navegante del regimiento. Al día siguiente de que se le concediera el título de Héroe de la Unión Soviética por primera vez, murió en combate durante una misión tras ser derribado por fuego antiaéreo desde tierra. Sus colegas, entre ellos Anatoli Nedbailo, lo vengaron apuntando al cañón antiaéreo que lo derribó y abriendo fuego contra él. En el momento de su muerte ya había sido nominado a un segundo título de Héroe de la Unión Soviética, que le fue concedido el 29 de junio de 1945.
Durante su vida fue nominado al título de Héroe de la Unión Soviética tres veces: la primera vez en abril de 1944, que no tuvo éxito, nuevamente en octubre de 1944, por realizar 144 misiones de combate que le fue concedido el 19 de abril de 1945, y la última vez el 16 de abril de 1945 por realizar 227 salidas de combate, que fue otorgado póstumamente. En total, realizó 228 incursiones de combate en el Il-2, atacando con éxito una gran variedad de equipos enemigos que incluyeron dañar o destruir diecisiete tanques, un tren, doce aviones en tierra y treinta y dos vehículos de distinto tipo. Nunca tuvo la oportunidad de llevar la medalla Estrella de Oro ya que murió antes de que le entregaran la primera.

## Condecoraciones

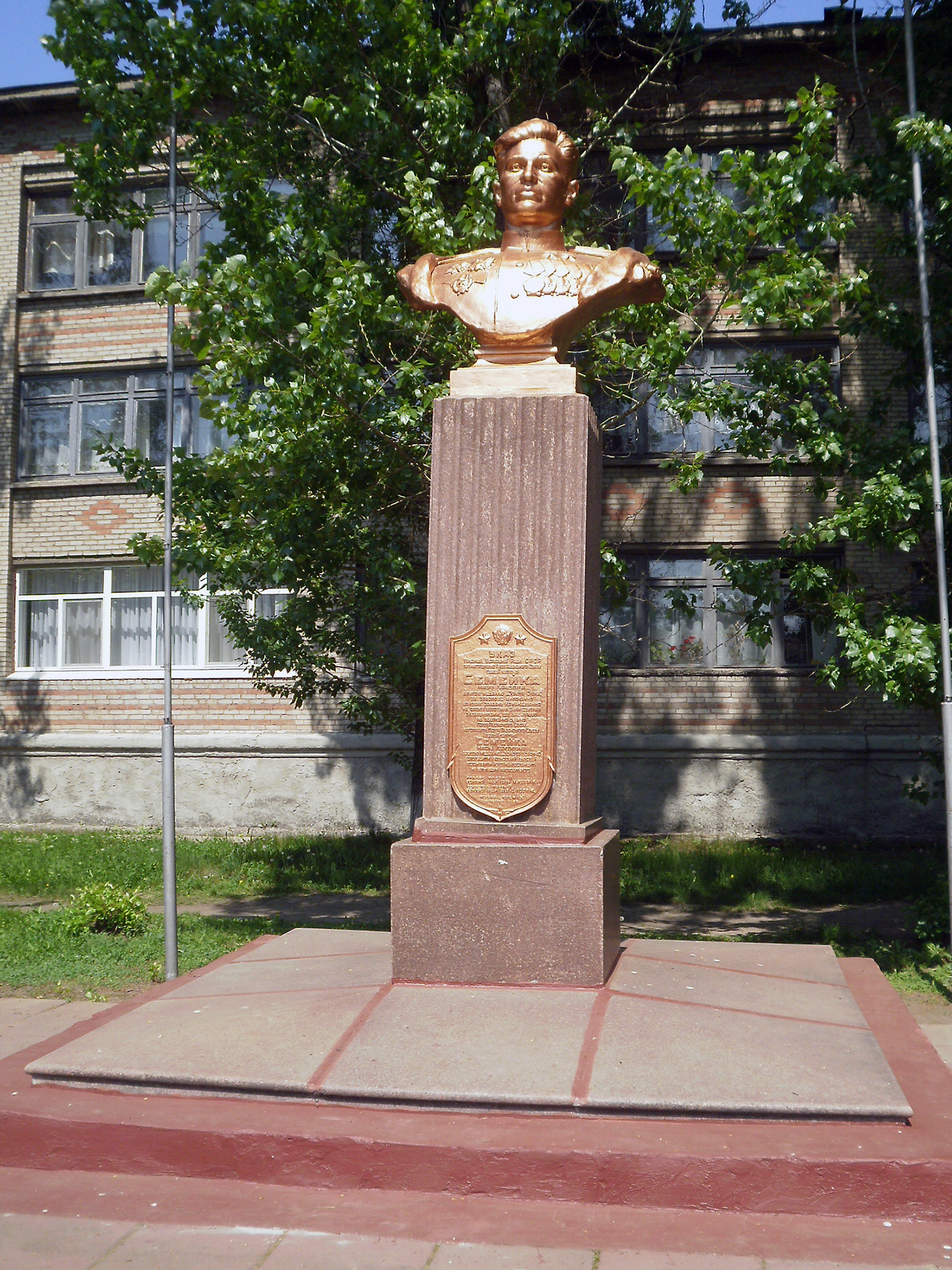
Busto de Nikolái Semeiko en Slóviansk (Ucrania), cerca de la escuela n.º 12 donde estudió

A lo largo de su carrera militar fue galardonado con las siguientes condecoraciones
|  | Héroe de la Unión Soviética, dos veces (19 de abril de 1945 y 29 de junio de 1945, póstumamente)                                     |
|  | Orden de Lenin (19 de abril de 1945)                                                                                                 |
|  | Orden de la Bandera Roja, cuatro veces (30 de agosto de 1943, 1 de noviembre de 1943, 15 de agosto de 1944 y 24 de octubre de 1944). |
|  | Orden de Bohdán Jmelnitski de 3.er grado (23 de abril de 1945)                                                                       |
|  | Orden de Alejandro Nevski (3 de julio de 1944)                                                                                       |
|  | Orden de la Guerra Patria de 1.er grado (23 de febrero de 1944)                                                                      |